# Kovács Gyula (színművész, 1914–1997)
Kovács Gyula (Sajókaza, 1914. december 11. – ?, 1997. október)magyar színész.

## Életútja
1934-ben végzett Rákosi Szidi színiiskolájában. Fellépett a Király Színházban, Erdélyi Mihály társulatában, majd 1939–40-ben a Fővárosi Operettszínházban játszott. Ezután 1940-től vidéken szerepelt. 1944 után Pécsett, Szombathelyen, Sopronban és Kaposvárott, 1948-tól Győrben, 1949-től a Pécsi Nemzeti Színházban játszott. 1953-tól a Szegedi Nemzeti Színházban, 1959-től a debreceni Csokonai Színházban láthatta a közönség. 1965-től ismét Szegeden lépett színpadra, 1977-től pedig újra a debreceni színház művésze volt. Megszerezte gitártanári oklevelét is, volt koreográfus és sztepptánctanár is. Mint táncoskomikus lett népszerű, de prózai szerepeket is megformált.
Leánya, Kovács Zsuzsa is követte őt a színészi pályán.

## Fontosabb színházi szerepei
- Edvin, Bóni (Kálmán Imre: A csárdáskirálynő)
- Eisenstein, Frank, Falke (ifj. Johann Strauss: A denevér)
- Urbino hercege (ifj. Johann Strauss: Egy éj Velencében)
- René (Lehár Ferenc: Luxemburg grófja)
- Dr. Pancher (Aszlányi Károly–Gyulai Gaál János: Hét pofon)
- Oberon (William Shakespeare: Szentivánéji álom)
- Lucentino (William Shakespeare: A makrancos hölgy)
- Szakhmáry Zoltán (Móricz Zsigmond: Úri muri)

## Filmek, tv
- Én és a nagyapám (1954)... Zách
- Fenegyerekek (1968)